# Erzbistum Nueva Pamplona
Das Erzbistum Nueva Pamplona (lat.: Archidioecesis Neo-Pampilonensis, span.: Arquidiócesis de Nueva Pamplona) ist eine in Kolumbien gelegene römisch-katholische Diözese mit Sitz in Pamplona.

## Geschichte
Am 25. September 1835 wurde das Bistum Nueva Pamplona durch Papst Gregor XVI. aus dem damaligen Erzbistum Santafé en Nueva Granada heraus gegründet; erster Bischof war José Jorge Torres Estans. Am 29. Mai 1956 erfolgte durch Papst Pius XII. die Ernennung zum Erzbistum.
Aus Gebietsabtretungen wurden das Bistum Socorro (1895), die Prälatur Río Magdalena (1928), die Prälatur Bertrania en el Catatumbo (1951), das Bistum Bucaramanga (1952) und das Bistum Cúcuta (1956) gegründet. Als Suffraganbistümer wurden die Bistümer Arauca, Cúcuta, Ocaña und Tibú unterstellt.

## Bischöfe von Nueva Pamplona
- José Jorge Torres Estans (1837–1853)
- José Luis Niño (1856–1864)
- Bonifacio Antonio Toscano (1865–1874)
- Indalecio Barreto (1874–1875)
- Ignacio Antonio Parra (1875–1909)
- Evaristo Blanco (1909–1916)
- Rafael Afanador y Cadena (1916–1956)

## Erzbischöfe von Nueva Pamplona
- Bernardo Botero Alvarez CM (1956–1959)
- Aníbal Muñoz Duque (1959–1968), später Koadjutor-Erzbischof von Bogotá
- Alfredo Rubio Diaz (1968–1978)
- Mario Revollo Bravo (1978–1984), später Erzbischof von Bogotá
- Rafael Sarmiento Peralta (1985–1994)
- Víctor Manuel López Forero (1994–1998), später Erzbischof von Bucaramanga
- Gustavo Martínez Frías (1999–2009)
- Luis Madrid Merlano (2010–2018)
- Jorge Alberto Ossa Soto (seit 2019)